# Ferrari F14 T
Der Ferrari F14 T war der 47. Formel-1-Rennwagen der Scuderia Ferrari. Mit dem Fahrzeug bestritt das Team die Formel-1-Weltmeisterschaft 2014.

## Bezeichnung
Der Wagen wurde am 25. Januar 2014 in Maranello vorgestellt.
Die Bezeichnung des Wagens setzte sich aus der Kombination der Jahreszahl und der Abkürzung für Turbolader zusammen, außerdem entsprach er dem Fiat-Schriftzug in Leetspeak. Ferrari stellte vor der Präsentation mehrere Vorschläge zur Verfügung, zwischen denen die Fans mittels Internet-Voting den Namen des Fahrzeugs auswählen konnten. Die Bezeichnung F14 T erhielt dabei mit 369.711 die meisten Stimmen.

## Technik und Entwicklung
Der F14 T ist das Nachfolgemodell des F138, wobei sich das Fahrzeug aufgrund von Regeländerungen für die Formel-1-Saison 2014 optisch wie auch technisch deutlich vom Vorgängermodell unterscheidet.
Bedingt durch die Regeländerungen zur Saison 2014 war die Nase des Fahrzeugs deutlich niedriger als beim Fahrzeug des Vorjahres. Ferrari verwendete in der Saison 2014 weiterhin ein relativ hohes Chassis, weshalb die Frontpartie des Fahrzeugs auf Höhe der Vorderradaufhängung weiter nach unten knickte als bei anderen Fahrzeugen. Der Frontflügel war an zwei relativ weit auseinander liegenden Streben aufgehängt.
Angetrieben wird der F14 T vom neuentwickelten Ferrari Typ 059/3, einem 1,6-Liter-V6-Motor mit einem Turbolader. Reglementbedingt gab es nur noch ein zentrales Auspuffrohr, das oberhalb des Rücklichtes lag.
Wie bereits bei den Vorgängermodellen verwendete Ferrari auch beim F14 T eine Zugstreben-Aufhängung an der Vorderachse. Gemeinsam mit Brembo wurde zudem eine neue Bremsanlage entwickelt, bei der nun kleinere Bremssättel verwendet werden. Außerdem kam erstmals in der Formel 1 ein elektronisches Bremspedal, ein sogenanntes Brake-by-Wire, zum Einsatz.
Während der Saison experimentierte das Team mehrfach mit einem System, bei dem Luft durch die Vorderachse bis zur Radnabe geleitet wurde, um den Luftstrom um die Vorderräder zu verbessern. Zur Saisonmitte wurden dies jedoch aufgegeben, da das System nicht die erhoffte Wirkung zeigte.

## Lackierung und Sponsoring
Der F14 T war überwiegend im klassischen Rot lackiert, dazu gab es auf der ganzen Länge des Wagens einen weißen und darunter einen breiten schwarzen Streifen. Hinter dem Cockpit stiegen diese weit nach oben an, so dass der hintere Teil der Motorabdeckung komplett in schwarz gehalten war. Auf dem Auto sichtbare Großsponsoren waren Hublot, Kaspersky Lab, Santander, UPS und Shell.

## Fahrer
Ferrari trat 2014 mit dem Fahrerduo Fernando Alonso und Kimi Räikkönen an. Räikkönen, der bereits von 2007 bis 2009 für Ferrari gefahren war, kam von Lotus und ersetzte Felipe Massa, der das Team nach acht Saisons verließ und zu Williams wechselte.

## Ergebnisse
| Fahrer               | Nr.                  | 1 | 2  | 3  | 4 | 5 | 6  | 7  | 8  | 9   | 10 | 11 | 12 | 13  | 14 | 15  | 16 | 17 | 18 | 19 | Punkte | Rang |
| -------------------- | -------------------- | - | -- | -- | - | - | -- | -- | -- | --- | -- | -- | -- | --- | -- | --- | -- | -- | -- | -- | ------ | ---- |
| Formel-1-Saison 2014 | Formel-1-Saison 2014 |   |    |    |   |   |    |    |    |     |    |    |    |     |    |     |    |    |    |    | 216    | 4.   |
| F. Alonso            | 14                   | 4 | 4  | 9  | 3 | 6 | 4  | 6  | 5  | 6   | 5  | 2  | 7  | DNF | 4  | DNF | 6  | 6  | 6  | 9  | 216    | 4.   |
| K. Räikkönen         | 7                    | 7 | 12 | 10 | 8 | 7 | 12 | 10 | 10 | DNF | 11 | 6  | 4  | 9   | 8  | 12  | 9  | 13 | 7  | 10 | 216    | 4.   |

| Legende  | Legende            | Legende                                                          |
| Farbe    | Abkürzung          | Bedeutung                                                        |
| -------- | ------------------ | ---------------------------------------------------------------- |
| Gold     | –                  | Sieg                                                             |
| Silber   | –                  | 2. Platz                                                         |
| Bronze   | –                  | 3. Platz                                                         |
| Grün     | –                  | Platzierung in den Punkten                                       |
| Blau     | –                  | Klassifiziert außerhalb der Punkteränge                          |
| Violett  | DNF                | Rennen nicht beendet (did not finish)                            |
| Violett  | NC                 | nicht klassifiziert (not classified)                             |
| Rot      | DNQ                | nicht qualifiziert (did not qualify)                             |
| Rot      | DNPQ               | in Vorqualifikation gescheitert (did not pre-qualify)            |
| Schwarz  | DSQ                | disqualifiziert (disqualified)                                   |
| Weiß     | DNS                | nicht am Start (did not start)                                   |
| Weiß     | WD                 | zurückgezogen (withdrawn)                                        |
| Hellblau | PO                 | nur am Training teilgenommen (practiced only)                    |
| Hellblau | TD                 | Freitags-Testfahrer (test driver)                                |
| ohne     | DNP                | nicht am Training teilgenommen (did not practice)                |
| ohne     | INJ                | verletzt oder krank (injured)                                    |
| ohne     | EX                 | ausgeschlossen (excluded)                                        |
| ohne     | DNA                | nicht erschienen (did not arrive)                                |
| ohne     | C                  | Rennen abgesagt (cancelled)                                      |
| ohne     | keine WM-Teilnahme |                                                                  |
| sonstige | P/fett             | Pole-Position                                                    |
| sonstige | 1/2/3/4/5/6/7/8    | Punktplatzierung im Sprint-/Qualifikationsrennen                 |
| sonstige | SR/kursiv          | Schnellste Rennrunde                                             |
| sonstige | *                  | nicht im Ziel, aufgrund der zurückgelegten Distanz aber gewertet |
| sonstige | ()                 | Streichresultate                                                 |
| sonstige | unterstrichen      | Führender in der Gesamtwertung                                   |